# Lee Hazlewood
Lee Hazlewood (9. července 1929 – 4. srpna 2007) byl americký zpěvák, skladatel a producent. 
Dětství prožil v různých státech, v Oklahomě, Arkansasu, Kansasu, Louisianě a později Texasu a vyrůstal na popové a bluegrassové hudbě. Po studiu medicíny narukoval do armády a sloužil v Korejské válce. Po ukončení služby pracoval jako diskžokej ve Phoenixu. Zde měl spolu s kytaristou Duanem Eddym několik hitů. Později napsal několik písní pro zpěvačku Nancy Sinatra (včetně „These Boots Are Made for Walkin'“ a „Sugar Town“). V roce 1967 založil hudební vydavatelství LHI Records. 
Zemřel na rakovinu ve věku 78 let.